# Чуварлей-Майдан
Чуварлей-Майдан (рос. Чуварлей-Майдан) — село у складі Ардатовського району Нижньогородської області. Входить до складу робітничого селища Ардатов. Раніше було адміністративним центром скасованої Чуварлей-Майданської сільради.

## Географія
Розташоване за 15 км на південний захід від робітничого поселення Ардатов.
Село стоїть на березі річки Сарми. Поблизу села багато перелісків, що переходять у листяні ліси.

## Населення
| 1999 | 2002 | 2010 |
| ---- | ---- | ---- |
| 447  | ↘366 | ↘222 |